# Roberto Lorini
Roberto Lorini (...) è un militare italiano, vicebrigadiere dell'Arma dei Carabinieri, insignito della medaglia d'oro al valor civile.